# Championnat du monde junior de rugby à XV 2012
Navigation
Championnat du monde junior 2011 Championnat du monde junior 2013
Le Championnat du monde junior de rugby à XV 2012 se déroule en Afrique du Sud du 4 juin au 22 juin 2012.
L'équipe d'Afrique du Sud remporte la compétition pour la première fois en battant la Nouvelle-Zélande en finale sur le score de 22 à 16.

## Équipes participantes et poules
Les équipes participantes, réparties dans quatre poules, sont les suivantes :
| Poule A                  | Poule B            | Poule C       |
| ------------------------ | ------------------ | ------------- |
| Fidji -20                | Afrique du Sud -20 | Argentine -20 |
| Pays de Galles -20       | Angleterre -20     | Australie -20 |
| Nouvelle-Zélande -20 (T) | Irlande -20        | Écosse -20    |
| Samoa -20                | Italie -20         | France -20    |

## Stades
La compétition est organisée en Afrique du Sud. Les stades retenus sont les suivants :
| Ville        | Stade                                       | Capacité |
| ------------ | ------------------------------------------- | -------- |
| Stellenbosch | Danie Craven Stadium                        | 16 000   |
| Le Cap       | University of the Western Cape Stadium (en) | 2 500    |
| Le Cap       | Newlands Stadium                            | 50 900   |

## Résultats

### Phase de poules

#### Poule A
| Rang | Pays                 | J | V | N | D | Bo | Bd | Pm  | Pe  | Diff | Pts |
| ---- | -------------------- | - | - | - | - | -- | -- | --- | --- | ---- | --- |
| 1    | Pays de Galles -20   | 3 | 3 | 0 | 0 | 2  | 0  | 127 | 27  | +100 | 14  |
| 2    | Nouvelle-Zélande -20 | 3 | 2 | 0 | 1 | 2  | 1  | 102 | 21  | +81  | 11  |
| 3    | Fidji -20            | 3 | 1 | 0 | 2 | 0  | 0  | 45  | 80  | -35  | 4   |
| 4    | Samoa -20            | 3 | 0 | 0 | 3 | 0  | 0  | 6   | 152 | -146 | 0   |

|  | Qualifiés pour les demi-finales |

| J1 4 juin 2012 14 h 45 UTC+02:00 | Pays de Galles -20 (bo) | 44 - 18 (3 - 12) | Fidji -20 | Danie Craven Stadium, Stellenbosch Arbitre : Glen Jackson |
| J1 4 juin 2012 14 h 45 UTC+02:00 | Essai(s) : 6 D. Thomas (en) (44e), Walker (47e), Harris (en) (66e), Allen (68e), M. Morgan (71e), Hill (80e) Transformation(s) : 4 Davies (48e), M. Morgan (67e, 69e, 72e) Pénalité(s) : 2 Davies (2e, 54e) | Rapport          | Essai(s) : 2 S. Kerevi (14e), J. Kerevi (en) (25e) Transformation(s) : 1 Gavidi (26e) Pénalité(s) : 2 Vuibau (63e, 75e) Carton(s) jaune(s) : 1 Raibevu (65e) | Danie Craven Stadium, Stellenbosch Arbitre : Glen Jackson |
| J1 4 juin 2012 14 h 45 UTC+02:00 | | Rapport          | | Danie Craven Stadium, Stellenbosch Arbitre : Glen Jackson |

| J1 4 juin 2012 16 h 45 UTC+02:00 | Nouvelle-Zélande -20 (bo) | 63 - 0 (36 - 0) | Samoa -20                           | Danie Craven Stadium, Stellenbosch Arbitre : Mathieu Raynal |
| J1 4 juin 2012 16 h 45 UTC+02:00 | Essai(s) : 10 Curtis (12e, 68e), Keresoma (16e, 23e, 77e), Marshall (en) (21e), McKenzie (en) (35e, 61e), Ross (51e), Harris (80e) Transformation(s) : 5 West (13e, 22e, 24e, 36e), Eade (en) (78e) Pénalité(s) : 1 West (4e) | Rapport         | Carton(s) jaune(s) : 1 Faafou (58e) | Danie Craven Stadium, Stellenbosch Arbitre : Mathieu Raynal |
| J1 4 juin 2012 16 h 45 UTC+02:00 | | Rapport         |                                     | Danie Craven Stadium, Stellenbosch Arbitre : Mathieu Raynal |

| J2 8 juin 2012 14 h 45 UTC+02:00 | Fidji -20                                       | 15 - 3 (5 - 3) | Samoa -20                   | University of the Western Cape Stadium (en), Le Cap Arbitre : Francisco Pastrana (en) |
| J2 8 juin 2012 14 h 45 UTC+02:00 | Essai(s) : 3 Simolo (13e), S. Kerevi (69e, 78e) | Rapport        | Pénalité(s) : 1 Ah Ki (30e) | University of the Western Cape Stadium (en), Le Cap Arbitre : Francisco Pastrana (en) |
| J2 8 juin 2012 14 h 45 UTC+02:00 |                                                 | Rapport        |                             | University of the Western Cape Stadium (en), Le Cap Arbitre : Francisco Pastrana (en) |

| J2 8 juin 2012 16 h 45 UTC+02:00 | Nouvelle-Zélande -20 (bd)            | 6 - 9 (6 - 3) | Pays de Galles -20                                 | Danie Craven Stadium, Stellenbosch Arbitre : Angus Gardner |
| J2 8 juin 2012 16 h 45 UTC+02:00 | Pénalité(s) : 2 Eade (en) (9e), 40e) | Rapport       | Pénalité(s) : 3 M. Morgan (22e), Prydie (48e, 65e) | Danie Craven Stadium, Stellenbosch Arbitre : Angus Gardner |
| J2 8 juin 2012 16 h 45 UTC+02:00 |                                      | Rapport       |                                                    | Danie Craven Stadium, Stellenbosch Arbitre : Angus Gardner |

| J3 12 juin 2012 16 h 45 UTC+02:00 | Pays de Galles -20 (bo) | 74 - 3 (25 - 3) | Samoa -20                                                                        | University of the Western Cape Stadium, Le Cap Arbitre : Mathieu Raynal |
| J3 12 juin 2012 16 h 45 UTC+02:00 | Essai(s) : 11 Walker (5e), M. Morgan (18e), Prydie (24e, 54e), R. Jones (en) (31e), Allen (45e), Pascoe (48e), Jenkins (64e), G. Thomas (74e), I. Jones (en) (77e), Harris (en) (79e) Transformation(s) : 8 Prydie (19e, 46e, 49e, 55e, 65e, 75e, 78e, 80e) Pénalité(s) : 1 Prydie (14e) | Rapport         | Pénalité(s) : 1 Ah Ki (11e) Carton(s) jaune(s) : 2 Broomhall (63e), Faafou (72e) | University of the Western Cape Stadium, Le Cap Arbitre : Mathieu Raynal |
| J3 12 juin 2012 16 h 45 UTC+02:00 | | Rapport         |                                                                                  | University of the Western Cape Stadium, Le Cap Arbitre : Mathieu Raynal |

| J3 12 juin 2012 18 h 45 UTC+02:00 | Nouvelle-Zélande -20 (bo) | 33 - 12 (7 - 5) | Fidji -20 | University of the Western Cape Stadium, Le Cap Arbitre : JP Doyle |
| J3 12 juin 2012 18 h 45 UTC+02:00 | Essai(s) : 5 de pénalité (36e), Preston (en) (44e), Proctor (49e), Emery (en) (65e, 80e) Transformation(s) : 4 West (37e, 45e, 50e, 66e) | Rapport         | Essai(s) : 2 Sassen (2e), Simolo (58e) Transformation(s) : 1 Gavidi (59e) Carton(s) jaune(s) : 2 Ratumuri (37e), Seruwalu (78e) | University of the Western Cape Stadium, Le Cap Arbitre : JP Doyle |
| J3 12 juin 2012 18 h 45 UTC+02:00 | | Rapport         | | University of the Western Cape Stadium, Le Cap Arbitre : JP Doyle |

#### Poule B
| Rang | Pays               | J | V | N | D | Bo | Bd | Pm | Pe  | Diff | Pts |
| ---- | ------------------ | - | - | - | - | -- | -- | -- | --- | ---- | --- |
| 1    | Afrique du Sud -20 | 3 | 2 | 0 | 1 | 2  | 1  | 99 | 41  | +58  | 11  |
| 2    | Irlande -20        | 3 | 2 | 0 | 1 | 1  | 1  | 38 | 92  | -54  | 10  |
| 3    | Angleterre -20     | 3 | 2 | 0 | 1 | 1  | 0  | 99 | 48  | +51  | 9   |
| 4    | Italie -20         | 3 | 0 | 0 | 3 | 0  | 0  | 20 | 157 | -137 | 0   |

|  | Qualifié pour les demi-finales        |
|  | Qualifiés pour le classement de 5 à 8 |

| J1 4 juin 2012 16 h 45 UTC+02:00 | Angleterre -20 (bo) | 64 - 5 (24 - 5) | Italie -20               | University of the Western Cape Stadium (en), Le Cap Arbitre : Francisco Pastrana (en) |
| J1 4 juin 2012 16 h 45 UTC+02:00 | Essai(s) : 9 Bassett (15e), Yarde (29e, 78e), Robson (38e), Cowan-Dickie (45e), Sinckler (62e), Mills (en) (65e), Heathcote (68e), Hill (76e) Transformation(s) : 8 Slade (16e, 30e, 39e, 46e), Heathcote (63e, 66e, 69e, 76e) Pénalité(s) : 1 Slade (5e) | Rapport         | Essai(s) : 1 Sarto (10e) | University of the Western Cape Stadium (en), Le Cap Arbitre : Francisco Pastrana (en) |
| J1 4 juin 2012 16 h 45 UTC+02:00 | | Rapport         |                          | University of the Western Cape Stadium (en), Le Cap Arbitre : Francisco Pastrana (en) |

| J1 4 juin 2012 18 h 45 UTC+02:00 | Afrique du Sud -20 (bd)                                                                                             | 19 - 23 (3 - 13) | Irlande -20 | Danie Craven Stadium, Stellenbosch Arbitre : Leighton Hodges (en) |
| J1 4 juin 2012 18 h 45 UTC+02:00 | Essai(s) : 1 Willemse (53e) Transformation(s) : 1 Jantjies (en) (54e) Pénalité(s) : 4 Jantjies (10e, 60e, 64e, 71e) | Rapport          | Essai(s) : 2 Coghlan (en) (27e), Henderson (66e) Transformation(s) : 2 Hanrahan (28e, 67e) Pénalité(s) : 2 Hanrahan (21e, 24e) Drop(s) : 1 Hanrahan (57e) | Danie Craven Stadium, Stellenbosch Arbitre : Leighton Hodges (en) |
| J1 4 juin 2012 18 h 45 UTC+02:00 | | Rapport          | | Danie Craven Stadium, Stellenbosch Arbitre : Leighton Hodges (en) |

| J2 8 juin 2012 18 h 45 UTC+02:00 | Afrique du Sud -20 (bo) | 52 - 3 (19 - 3) | Italie -20                          | University of the Western Cape Stadium, Le Cap Arbitre : Mathieu Raynal |
| J2 8 juin 2012 18 h 45 UTC+02:00 | Essai(s) : 8 Small-Smith (en) (15e), Willemse (20e), Serfontein (27e, 59e), van der Watt (52e), Steyn (62e), Kitshoff (79e), Howard (en) (80e+1) Transformation(s) : 6 Pollard (21e, 28e, 53e, 60e, 63e), Jantjies (en) (80e+2) | Rapport         | Pénalité(s) : 1 Apperley (it) (30e) | University of the Western Cape Stadium, Le Cap Arbitre : Mathieu Raynal |
| J2 8 juin 2012 18 h 45 UTC+02:00 | | Rapport         |                                     | University of the Western Cape Stadium, Le Cap Arbitre : Mathieu Raynal |

| J2 8 juin 2012 18 h 45 UTC+02:00 | Angleterre -20 | 20 - 15 (3 - 15) | Irlande -20 (bd) | Danie Craven Stadium, Stellenbosch Arbitre : Lourens van der Merwe (en) |
| J2 8 juin 2012 18 h 45 UTC+02:00 | Essai(s) : 2 de pénalité (62e), Sinckler (66e) Transformation(s) : 2 Heathcote (62e, 67e) Pénalité(s) : 2 Heathcote (5e, 44e) Carton(s) jaune(s) : 2 Addison (19e), Merrick (en) (24e) | Rapport          | Essai(s) : 2 Hanrahan (15e), Marmion (25e) Transformation(s) : 1 Hanrahan (16e) Pénalité(s) : 1 Hanrahan (40e) Carton(s) jaune(s) : 1 Buckley (en) (62e) | Danie Craven Stadium, Stellenbosch Arbitre : Lourens van der Merwe (en) |
| J2 8 juin 2012 18 h 45 UTC+02:00 | | Rapport          | | Danie Craven Stadium, Stellenbosch Arbitre : Lourens van der Merwe (en) |

| J3 12 juin 2012 14 h 45 UTC+02:00 | Irlande -20 (bo) | 41 - 12 (24 - 12) | Italie -20                                                                        | Danie Craven Stadium, Stellenbosch Arbitre : Angus Gardner |
| J3 12 juin 2012 14 h 45 UTC+02:00 | Essai(s) : 6 Nelson (en) (1re, 65e), Farrell (5e), Conneely (en) (7e), Rael (en) (51e), McGrath (55e) Transformation(s) : 4 Carty (2e, 6e, 8e, 56e) Pénalité(s) : 1 Carty (20e) | Rapport           | Essai(s) : 2 Padovani (12e), Calabrese (17e) Transformation(s) : 1 Padovani (13e) | Danie Craven Stadium, Stellenbosch Arbitre : Angus Gardner |
| J3 12 juin 2012 14 h 45 UTC+02:00 | | Rapport           |                                                                                   | Danie Craven Stadium, Stellenbosch Arbitre : Angus Gardner |

| J3 12 juin 2012 18 h 45 UTC+02:00 | Afrique du Sud -20 (bo) | 28 - 15 (0 - 3) | Angleterre -20                                      | Danie Craven Stadium, Stellenbosch Arbitre : Glen Jackson |
| J3 12 juin 2012 18 h 45 UTC+02:00 | Essai(s) : 4 Small-Smith (en) (42e), Adendorff (en) (47e, 68e), du Toit (60e) Transformation(s) : 4 Pollard (43e, 48e, 61e, 69e) | Rapport         | Pénalité(s) : 5 Bell (en) (32e, 45e, 57e, 58e, 74e) | Danie Craven Stadium, Stellenbosch Arbitre : Glen Jackson |
| J3 12 juin 2012 18 h 45 UTC+02:00 | | Rapport         |                                                     | Danie Craven Stadium, Stellenbosch Arbitre : Glen Jackson |

#### Poule C
| Rang | Pays          | J | V | N | D | Bo | Bd | Pm | Pe  | Diff | Pts |
| ---- | ------------- | - | - | - | - | -- | -- | -- | --- | ---- | --- |
| 1    | Argentine -20 | 3 | 3 | 0 | 0 | 0  | 0  | 50 | 30  | +20  | 12  |
| 2    | France -20    | 3 | 2 | 0 | 1 | 2  | 1  | 76 | 54  | +22  | 11  |
| 3    | Australie -20 | 3 | 1 | 0 | 2 | 1  | 0  | 77 | 58  | +19  | 5   |
| 4    | Écosse -20    | 3 | 0 | 0 | 3 | 0  | 2  | 53 | 114 | -61  | 2   |

|  | Qualifié pour les demi-finales        |
|  | Qualifiés pour le classement de 5 à 8 |

| J1 4 juin 2012 14 h 45 UTC+02:00 | Australie -20 (bo) | 67 - 12 (36 - 5) | Écosse -20                                                                                | University of the Western Cape Stadium (en), Le Cap Arbitre : Lourens van der Merwe (en) |
| J1 4 juin 2012 14 h 45 UTC+02:00 | Essai(s) : 11 Holloway (1re), Frisby (en) (4e), Roach (en) (13e, 43e), Dargaville (en) (17e), Latunipulu (26e), Feauai-Sautia (en) (31e, 47e), Browning (en) (63e), Latu (65e), Ngaumao (en) (74e) Transformation(s) : 6 Godwin (5e, 18e, 32e, 44e), Seuteni (64e, 66e) | Rapport          | Essai(s) : 2 Redmayne (38e), Farndale (en) (55e) Transformation(s) : 1 Leonard (en) (56e) | University of the Western Cape Stadium (en), Le Cap Arbitre : Lourens van der Merwe (en) |
| J1 4 juin 2012 14 h 45 UTC+02:00 | | Rapport          |                                                                                           | University of the Western Cape Stadium (en), Le Cap Arbitre : Lourens van der Merwe (en) |

| J1 4 juin 2012 18 h 45 UTC+02:00 | France -20 (bd)                                                                     | 15 - 18 (15 - 5) | Argentine -20 | University of the Western Cape Stadium, Le Cap Arbitre : Greg Garner (en) |
| J1 4 juin 2012 18 h 45 UTC+02:00 | Pénalité(s) : 5 Escande (4e, 12e, 19e, 27e, 28e) Carton(s) jaune(s) : 1 Danty (66e) | Rapport          | Essai(s) : 2 Ramella (22e), Cappiello (en) (54e) Transformation(s) : 1 Poet (55e) Pénalité(s) : 2 Poet (62e, 67e) | University of the Western Cape Stadium, Le Cap Arbitre : Greg Garner (en) |
| J1 4 juin 2012 18 h 45 UTC+02:00 |                                                                                     | Rapport          | | University of the Western Cape Stadium, Le Cap Arbitre : Greg Garner (en) |

| J2 8 juin 2012 14 h 45 UTC+02:00 | Australie -20                | 3 - 15 (3 - 10) | Argentine -20 | Danie Craven Stadium, Stellenbosch Arbitre : Glen Jackson |
| J2 8 juin 2012 14 h 45 UTC+02:00 | Pénalité(s) : 1 Godwin (37e) | Rapport         | Essai(s) : 2 Nogués (26e), Matera (76e) Transformation(s) : 1 Poet (27e) Pénalité(s) : 1 Poet (34e) Carton(s) jaune(s) : 1 Parada Heit (38e) | Danie Craven Stadium, Stellenbosch Arbitre : Glen Jackson |
| J2 8 juin 2012 14 h 45 UTC+02:00 |                              | Rapport         | | Danie Craven Stadium, Stellenbosch Arbitre : Glen Jackson |

| J2 8 juin 2012 16 h 45 UTC+02:00 | France -20 (bo) | 30 - 29 (15 - 16) | Écosse -20 (bd) | University of the Western Cape Stadium, Le Cap Arbitre : JP Doyle |
| J2 8 juin 2012 16 h 45 UTC+02:00 | Essai(s) : 4 Fickou (2e, 28e), Kazubek (55e), Taofifénua (77e) Transformation(s) : 2 Otazo (3e), Selponi (56e) Pénalité(s) : 2 Selponi (37e, 46e) | Rapport           | Essai(s) : 3 de pénalité (39e), Leonard (en) (64e), Farndale (en) (72e) Transformation(s) : 1 Leonard (40e) Pénalité(s) : 4 Leonard (12e, 20e, 35e, 59e) | University of the Western Cape Stadium, Le Cap Arbitre : JP Doyle |
| J2 8 juin 2012 16 h 45 UTC+02:00 | | Rapport           | | University of the Western Cape Stadium, Le Cap Arbitre : JP Doyle |

| J3 12 juin 2012 14 h 45 UTC+02:00 | Argentine -20 | 17 - 12 (12 - 0) | Écosse -20 (bd) | University of the Western Cape Stadium, Le Cap Arbitre : Leighton Hodges (en) |
| J3 12 juin 2012 14 h 45 UTC+02:00 | Essai(s) : 3 Ezcurra (16e, 26e), Ramella (41e) Transformation(s) : 1 Paz (en) (27e) Carton(s) jaune(s) : 1 Sanchez (76e) | Rapport          | Essai(s) : 2 Bhatti (55e), Eadie (en) (80e) Transformation(s) : 1 Leonard (en) (80e+1) Carton(s) jaune(s) : 1 Scott (en) (27e) | University of the Western Cape Stadium, Le Cap Arbitre : Leighton Hodges (en) |
| J3 12 juin 2012 14 h 45 UTC+02:00 | | Rapport          | | University of the Western Cape Stadium, Le Cap Arbitre : Leighton Hodges (en) |

| J3 12 juin 2012 16 h 45 UTC+02:00 | France -20 (bo) | 31 - 7 (14 - 7) | Australie -20                                                                                              | Danie Craven Stadium, Stellenbosch Arbitre : Greg Garner (en) |
| J3 12 juin 2012 16 h 45 UTC+02:00 | Essai(s) : 4 Fuster (15e, 20e), Martin (59e), Jedrasiak (79e) Transformation(s) : 4 Escande (16e, 21e, 60e), Laranjeira (80e) Pénalité(s) : 1 Escande (66e) | Rapport         | Essai(s) : 1 Gill (34e) Transformation(s) : 1 Godwin (35e) Carton(s) jaune(s) : 1 Feauai-Sautia (en) (71e) | Danie Craven Stadium, Stellenbosch Arbitre : Greg Garner (en) |
| J3 12 juin 2012 16 h 45 UTC+02:00 | | Rapport         | | Danie Craven Stadium, Stellenbosch Arbitre : Greg Garner (en) |

### Tableau final

#### Classement 9 à 12
|  | Tour de classement                            | Tour de classement                            |               |    | Neuvième place                             | Neuvième place                             |
|  | Tour de classement                            | Tour de classement                            |               |    | Neuvième place                             | Neuvième place                             |
|  |                                               |                                               |               |    |                                            |                                            |
|  | 17 juin à 12 h 30 au UWC Stadium (en), Le Cap | 17 juin à 12 h 30 au UWC Stadium (en), Le Cap |               |    | 22 juin à 12 h au UWC Stadium (en), Le Cap | 22 juin à 12 h au UWC Stadium (en), Le Cap |
|  | 17 juin à 12 h 30 au UWC Stadium (en), Le Cap | 17 juin à 12 h 30 au UWC Stadium (en), Le Cap |               |    | 22 juin à 12 h au UWC Stadium (en), Le Cap | 22 juin à 12 h au UWC Stadium (en), Le Cap |
|  | Écosse -20                                    | 34                                            |               |    | 22 juin à 12 h au UWC Stadium (en), Le Cap | 22 juin à 12 h au UWC Stadium (en), Le Cap |
|  | Écosse -20                                    | 34                                            |               |    | 22 juin à 12 h au UWC Stadium (en), Le Cap | 22 juin à 12 h au UWC Stadium (en), Le Cap |
|  | Italie -20                                    | 17                                            |               |    | 22 juin à 12 h au UWC Stadium (en), Le Cap | 22 juin à 12 h au UWC Stadium (en), Le Cap |
|  | Italie -20                                    | 17                                            | Écosse -20    | 62 |                                            |                                            |
|  | 17 juin à 14 h 45 au UWC Stadium (en), Le Cap |                                               | Écosse -20    | 62 |                                            |                                            |
|  |                                               | Samoa -20                                     | 28            |    |                                            |                                            |
|  | Fidji -20                                     | Samoa -20                                     | 28            | 20 |                                            |                                            |
|  | Fidji -20                                     |                                               |               | 20 |                                            |                                            |
|  | Samoa -20                                     | 29                                            |               |    |                                            |                                            |
|  | Samoa -20                                     | 29                                            | Onzième place |    |                                            |                                            |
|  |                                               |                                               |               |    |                                            |                                            |
|  | 22 juin à 14 h 45 au UWC Stadium (en), Le Cap |                                               |               |    |                                            |                                            |
|  |                                               |                                               |               |    |                                            |                                            |
|  | Italie -20                                    | 17                                            |               |    |                                            |                                            |
|  | Italie -20                                    | 17                                            |               |    |                                            |                                            |
|  | Fidji -20                                     | 19                                            |               |    |                                            |                                            |
|  | Fidji -20                                     | 19                                            |               |    |                                            |                                            |

##### Demi-finales de classement
| 17 juin 2012 12 h 30 UTC+02:00 | Écosse -20 | 34 - 17 (19 - 10) | Italie -20 | University of the Western Cape Stadium (en), Le Cap Arbitre : Francisco Pastrana (en) |
| 17 juin 2012 12 h 30 UTC+02:00 | Essai(s) : 5 Eadie (en) (14e, 45e), Farndale (en) (19e, 60e), Russell (32e) Transformation(s) : 3 Leonard (en) (15e, 32e, 61e) Pénalité(s) : 1 Leonard (51e) | Rapport           | Essai(s) : 2 Bisegni (26e), Odiete (54e) Transformation(s) : 2 Apperley (it) (27e, 55e) Drop(s) : 1 Apperley (3e) | University of the Western Cape Stadium (en), Le Cap Arbitre : Francisco Pastrana (en) |
| 17 juin 2012 12 h 30 UTC+02:00 | | Rapport           | | University of the Western Cape Stadium (en), Le Cap Arbitre : Francisco Pastrana (en) |

| 17 juin 2012 14 h 45 UTC+02:00 | Fidji -20 | 20 - 29 (10 - 14) | Samoa -20 | University of the Western Cape Stadium (en), Le Cap Arbitre : Angus Gardner |
| 17 juin 2012 14 h 45 UTC+02:00 | Essai(s) : 3 Simolo (26e), Ratumuri (50e), Raikabula (77e) Transformation(s) : 1 Little (en) (27e) Pénalité(s) : 1 Little (6e) | Rapport           | Essai(s) : 4 Lilomaiava (33e), Schuster (39e), Poliko (41e), Ah Ki (53e) Transformation(s) : 3 Ah Ki (34e, 40e, 42e) Pénalité(s) : 1 Ah Ki (67e) | University of the Western Cape Stadium (en), Le Cap Arbitre : Angus Gardner |
| 17 juin 2012 14 h 45 UTC+02:00 | | Rapport           | | University of the Western Cape Stadium (en), Le Cap Arbitre : Angus Gardner |

##### Match pour la11eplace
| 22 juin 2012 14 h 15 UTC+02:00 | Italie -20 | 17 - 19 (10 - 16) | Fidji -20                                                                                              | University of the Western Cape Stadium (en), Le Cap Arbitre : Leighton Hodges (en) |
| 22 juin 2012 14 h 15 UTC+02:00 | Essai(s) : 2 Bisegni (22e), Maistri (en) (75e) Transformation(s) : 2 Apperley (en) (23e, 76e) Pénalité(s) : 1 Apperley (20e) | Rapport           | Essai(s) : 1 Galala (35e) Transformation(s) : 1 Vuibau (36e) Pénalité(s) : 4 Vuibau (6e, 8e, 38e, 69e) | University of the Western Cape Stadium (en), Le Cap Arbitre : Leighton Hodges (en) |
| 22 juin 2012 14 h 15 UTC+02:00 | | Rapport           | | University of the Western Cape Stadium (en), Le Cap Arbitre : Leighton Hodges (en) |

##### Match pour la9eplace
| 22 juin 2012 12 h UTC+02:00 | Écosse -20 | 62 - 28 (29 - 14) | Samoa -20 | University of the Western Cape Stadium (en), Le Cap Arbitre : Angus Gardner |
| 22 juin 2012 12 h UTC+02:00 | Essai(s) : 9 Russell (7e), Hislop (en) (12e), Steven (22e), Farndale (en) (29e, 47e), Allan (58e, 65e), Redmayne (73e), Leonard (en) (80e) Transformation(s) : 7 Leonard (8e, 13e, 40e, 48e, 59e, 66e, 74e) Pénalité(s) : 1 Leonard (9e) | Rapport           | Essai(s) : 4 Poliko (32e), Lilomaiava (39e, 42e), Iosefa (77e) Transformation(s) : 4 Ah Ki (33e, 40e, 43e, 78e) Carton(s) jaune(s) : 1 Tolufale (28e) Carton(s) rouge(s) : 1 Alofipo (73e) | University of the Western Cape Stadium (en), Le Cap Arbitre : Angus Gardner |
| 22 juin 2012 12 h UTC+02:00 | | Rapport           | | University of the Western Cape Stadium (en), Le Cap Arbitre : Angus Gardner |

#### Classement 5 à 8
|  | Tour de classement                            | Tour de classement                            |                |    | Cinquième place                               | Cinquième place                               |
|  | Tour de classement                            | Tour de classement                            |                |    | Cinquième place                               | Cinquième place                               |
|  |                                               |                                               |                |    |                                               |                                               |
|  | 17 juin à 14 h 45 au Newlands Stadium, Le Cap | 17 juin à 14 h 45 au Newlands Stadium, Le Cap |                |    | 22 juin à 14 h 45 au Newlands Stadium, Le Cap | 22 juin à 14 h 45 au Newlands Stadium, Le Cap |
|  | 17 juin à 14 h 45 au Newlands Stadium, Le Cap | 17 juin à 14 h 45 au Newlands Stadium, Le Cap |                |    | 22 juin à 14 h 45 au Newlands Stadium, Le Cap | 22 juin à 14 h 45 au Newlands Stadium, Le Cap |
|  | France -20                                    | 19                                            |                |    | 22 juin à 14 h 45 au Newlands Stadium, Le Cap | 22 juin à 14 h 45 au Newlands Stadium, Le Cap |
|  | France -20                                    | 19                                            |                |    | 22 juin à 14 h 45 au Newlands Stadium, Le Cap | 22 juin à 14 h 45 au Newlands Stadium, Le Cap |
|  | Australie -20                                 | 17                                            |                |    | 22 juin à 14 h 45 au Newlands Stadium, Le Cap | 22 juin à 14 h 45 au Newlands Stadium, Le Cap |
|  | Australie -20                                 | 17                                            | Irlande -20    | 18 |                                               |                                               |
|  | 17 juin à 17 h au UWC Stadium (en), Le Cap    |                                               | Irlande -20    | 18 |                                               |                                               |
|  |                                               | France -20                                    | 7              |    |                                               |                                               |
|  | Irlande -20                                   | France -20                                    | 7              | 27 |                                               |                                               |
|  | Irlande -20                                   |                                               |                | 27 |                                               |                                               |
|  | Angleterre -20                                | 12                                            |                |    |                                               |                                               |
|  | Angleterre -20                                | 12                                            | Septième place |    |                                               |                                               |
|  |                                               |                                               |                |    |                                               |                                               |
|  | 22 juin à 16 h 30 au UWC Stadium (en), Le Cap |                                               |                |    |                                               |                                               |
|  |                                               |                                               |                |    |                                               |                                               |
|  | Angleterre -20                                | 17                                            |                |    |                                               |                                               |
|  | Angleterre -20                                | 17                                            |                |    |                                               |                                               |
|  | Australie -20                                 | 13                                            |                |    |                                               |                                               |
|  | Australie -20                                 | 13                                            |                |    |                                               |                                               |

##### Demi-finales de classement
| 17 juin 2012 14 h 45 UTC+02:00 | France -20 | 19 - 17 (9 - 0) | Australie -20 | Newlands Stadium, Le Cap Arbitre : JP Doyle |
| 17 juin 2012 14 h 45 UTC+02:00 | Essai(s) : 1 Fidinde (67e) Transformation(s) : 1 Escande (68e) Pénalité(s) : 3 Escande (12e, 18e, 23e) Drop(s) : 1 Laranjeira (73e) Carton(s) jaune(s) : 1 Fidinde (53e) | Rapport         | Essai(s) : 2 Crook (57e), Frisby (en) (68e) Transformation(s) : 2 Lucas (en) (58e, 69e) Pénalité(s) : 1 Lucas (56e) | Newlands Stadium, Le Cap Arbitre : JP Doyle |
| 17 juin 2012 14 h 45 UTC+02:00 | | Rapport         | | Newlands Stadium, Le Cap Arbitre : JP Doyle |

| 17 juin 2012 17 h UTC+02:00 | Irlande -20 | 27 - 12 (17 - 0) | Angleterre -20 | University of the Western Cape Stadium (en), Le Cap Arbitre : Leighton Hodges (en) |
| 17 juin 2012 17 h UTC+02:00 | Essai(s) : 3 Daly (en) (7e), Henderson (16e), Coghlan (en) (72e) Transformation(s) : 3 Hanrahan (8e, 17e, 73e) Pénalité(s) : 2 Hanrahan (33e, 56e) Carton(s) jaune(s) : 1 Henderson (38e) | Rapport          | Essai(s) : 2 Walker (42e), Slade (76e) Transformation(s) : 1 Slade (77e) Carton(s) jaune(s) : 2 Walker (56e), Yarde (66e) | University of the Western Cape Stadium (en), Le Cap Arbitre : Leighton Hodges (en) |
| 17 juin 2012 17 h UTC+02:00 | | Rapport          | | University of the Western Cape Stadium (en), Le Cap Arbitre : Leighton Hodges (en) |

##### Match pour la7eplace
| 22 juin 2012 16 h 30 UTC+02:00 | Angleterre -20 | 17 - 13 (3 - 13) | Australie -20                                                                               | University of the Western Cape Stadium (en), Le Cap Arbitre : Lourens van der Merwe (en) |
| 22 juin 2012 16 h 30 UTC+02:00 | Essai(s) : 1 Britton (en) (48e) Pénalité(s) : 4 Heathcote (11e, 42e, 64e, 68e) Carton(s) jaune(s) : 1 Yarde (58e) | Rapport          | Essai(s) : 1 Gill (33e) Transformation(s) : 1 Godwin (34e) Pénalité(s) : 2 Godwin (4e, 19e) | University of the Western Cape Stadium (en), Le Cap Arbitre : Lourens van der Merwe (en) |
| 22 juin 2012 16 h 30 UTC+02:00 | | Rapport          |                                                                                             | University of the Western Cape Stadium (en), Le Cap Arbitre : Lourens van der Merwe (en) |

##### Match pour la5eplace
| 22 juin 2012 14 h 15 UTC+02:00 | Irlande -20                                             | 18 - 7 (6 - 0) | France -20                                                                                        | Newlands Stadium, Le Cap Arbitre : Francisco Pastrana (en) |
| 22 juin 2012 14 h 15 UTC+02:00 | Pénalité(s) : 6 Hanrahan (29e, 34e, 42e, 49e, 60e, 78e) | Rapport        | Essai(s) : 1 Fickou (66e) Transformation(s) : 1 Selponi (67e) Carton(s) jaune(s) : 1 Poirot (48e) | Newlands Stadium, Le Cap Arbitre : Francisco Pastrana (en) |
| 22 juin 2012 14 h 15 UTC+02:00 |                                                         | Rapport        |                                                                                                   | Newlands Stadium, Le Cap Arbitre : Francisco Pastrana (en) |

#### Classement 1 à 4
|  | Demi-finales                                  | Demi-finales                               |                        |    | Finale                                        | Finale                                        |
|  | Demi-finales                                  | Demi-finales                               |                        |    | Finale                                        | Finale                                        |
|  |                                               |                                            |                        |    |                                               |                                               |
|  | 17 juin à 17 h au Newlands Stadium, Le Cap    | 17 juin à 17 h au Newlands Stadium, Le Cap |                        |    | 22 juin à 18 h 45 au Newlands Stadium, Le Cap | 22 juin à 18 h 45 au Newlands Stadium, Le Cap |
|  | 17 juin à 17 h au Newlands Stadium, Le Cap    | 17 juin à 17 h au Newlands Stadium, Le Cap |                        |    | 22 juin à 18 h 45 au Newlands Stadium, Le Cap | 22 juin à 18 h 45 au Newlands Stadium, Le Cap |
|  | Pays de Galles -20                            | 6                                          |                        |    | 22 juin à 18 h 45 au Newlands Stadium, Le Cap | 22 juin à 18 h 45 au Newlands Stadium, Le Cap |
|  | Pays de Galles -20                            | 6                                          |                        |    | 22 juin à 18 h 45 au Newlands Stadium, Le Cap | 22 juin à 18 h 45 au Newlands Stadium, Le Cap |
|  | Nouvelle-Zélande -20                          | 30                                         |                        |    | 22 juin à 18 h 45 au Newlands Stadium, Le Cap | 22 juin à 18 h 45 au Newlands Stadium, Le Cap |
|  | Nouvelle-Zélande -20                          | 30                                         | Afrique du Sud -20     | 22 |                                               |                                               |
|  | 17 juin à 19 h 15 au Newlands Stadium, Le Cap |                                            | Afrique du Sud -20     | 22 |                                               |                                               |
|  |                                               | Nouvelle-Zélande -20                       | 16                     |    |                                               |                                               |
|  | Argentine -20                                 | Nouvelle-Zélande -20                       | 16                     | 3  |                                               |                                               |
|  | Argentine -20                                 |                                            |                        | 3  |                                               |                                               |
|  | Afrique du Sud -20                            | 35                                         |                        |    |                                               |                                               |
|  | Afrique du Sud -20                            | 35                                         | Match pour la 3e place |    |                                               |                                               |
|  |                                               |                                            |                        |    |                                               |                                               |
|  | 22 juin à 16 h 30 au Newlands Stadium, Le Cap |                                            |                        |    |                                               |                                               |
|  |                                               |                                            |                        |    |                                               |                                               |
|  | Argentine -20                                 | 17                                         |                        |    |                                               |                                               |
|  | Argentine -20                                 | 17                                         |                        |    |                                               |                                               |
|  | Pays de Galles -20                            | 25                                         |                        |    |                                               |                                               |
|  | Pays de Galles -20                            | 25                                         |                        |    |                                               |                                               |

##### Demi-finales
| 17 juin 2012 17 h UTC+02:00 | Pays de Galles -20               | 6 - 30 (6 - 13) | Nouvelle-Zélande -20 | Newlands Stadium, Le Cap Arbitre : Lourens van der Merwe (en) |
| 17 juin 2012 17 h UTC+02:00 | Pénalité(s) : 2 Prydie (4e, 14e) | Rapport         | Essai(s) : 4 Tupou (en) (38e), Emery (en) (42e), Taufua (51e), Tu'ungafasi (63e) Transformation(s) : 2 West (39e, 43e) Pénalité(s) : 2 West (26e, 29e) | Newlands Stadium, Le Cap Arbitre : Lourens van der Merwe (en) |
| 17 juin 2012 17 h UTC+02:00 |                                  | Rapport         | | Newlands Stadium, Le Cap Arbitre : Lourens van der Merwe (en) |

| 17 juin 2012 19 h 15 UTC+02:00 | Argentine -20              | 3 - 35 (0 - 22) | Afrique du Sud -20 | Newlands Stadium, Le Cap Arbitre : Glen Jackson |
| 17 juin 2012 19 h 15 UTC+02:00 | Pénalité(s) : 1 Poet (45e) | Rapport         | Essai(s) : 4 Serfontein (21e), Pretorius (en) (36e), Rhule (40e, 52e) Transformation(s) : 3 Pollard (22e, 40e, 53e) Pénalité(s) : 3 Pollard (7e, 62e), Jantjies (en) (66e) | Newlands Stadium, Le Cap Arbitre : Glen Jackson |
| 17 juin 2012 19 h 15 UTC+02:00 |                            | Rapport         | | Newlands Stadium, Le Cap Arbitre : Glen Jackson |

##### Match pour la3eplace
| 22 juin 2012 16 h 30 UTC+02:00 | Argentine -20 | 17 - 25 (0 - 19) | Pays de Galles -20 | Newlands Stadium, Le Cap Arbitre : Mathieu Raynal |
| 22 juin 2012 16 h 30 UTC+02:00 | Essai(s) : 2 Isa (68e), Cappiello (en) (72e) Transformation(s) : 2 Paz (en) (69e, 73e) Pénalité(s) : 1 Poet (46e) Carton(s) jaune(s) : 2 Camacho (21e), Guillemain (en) (27e) | Rapport          | Essai(s) : 1 de pénalité (35e) Transformation(s) : 1 Prydie (36e) Pénalité(s) : 6 Prydie (3e, 7e, 22e, 31e, 60e, 67e) Carton(s) jaune(s) : 1 G. Thomas (73e) | Newlands Stadium, Le Cap Arbitre : Mathieu Raynal |
| 22 juin 2012 16 h 30 UTC+02:00 | | Rapport          | | Newlands Stadium, Le Cap Arbitre : Mathieu Raynal |

##### Finale
L'équipe d'Afrique du Sud s'impose 22 à 16 contre la Nouvelle-Zélande, tenante du titre, en finale sur le score de 22 à 16 et remporte la compétition pour la première fois.
| 22 juin 2012 18 h 45 UTC+02:00 | Afrique du Sud -20 | 22 - 16 (9 - 10) | Nouvelle-Zélande -20 | Newlands Stadium, Le Cap Arbitre : Greg Garner (en) |
| 22 juin 2012 18 h 45 UTC+02:00 | Essai(s) : 2 van der Watt (47e), Serfontein (62e) Pénalité(s) : 3 Pollard (10e, 19e, 39e) Drop(s) : 1 Pollard (60e) Carton(s) rouge(s) : 1 Willemse (58e) | Rapport          | Essai(s) : 1 Keresoma (34e) Transformation(s) : 1 West (35e) Pénalité(s) : 3 West (13e, 56e, 76e) Carton(s) rouge(s) : 1 Tu'ungafasi (58e) | Newlands Stadium, Le Cap Arbitre : Greg Garner (en) |
| 22 juin 2012 18 h 45 UTC+02:00 | | Rapport          | | Newlands Stadium, Le Cap Arbitre : Greg Garner (en) |

| Afrique du Sud -20 · Titulaires · Dillyn Leyds 15 · Raymond Rhule 14 · Kobus van Wyk (en) 13 · 62e Jan Serfontein 12 · Tshotsho Mbovane 11 · Handré Pollard 10 · 47e Vian van der Watt 9 · Fabian Booysen (en) 8 · Pieter-Steph du Toit 7 · Wiaan Liebenberg 6 · Ruan Botha (en) 5 · 58e Paul Willemse 4 · 67e Maks van Dyk 3 · Mark Pretorius (en) 2 · Steven Kitshoff 1 · Remplaçants · Franco Marais (en) 16 · 67e Allan Dell 17 · Braam Steyn 18 · Shaun Adendorff (en) 19 · Abrie Griesel 20 · Tony Jantjies (en) 21 · Travis Ismaiel 22 · Oli Kebble 23 · Entraîneur · Dawie Theron |  |  |  | Nouvelle-Zélande -20 · Titulaires · 15 Marty McKenzie (en) · 14 Pita Ahki · 13 Jason Emery (en) · 12 Ope Peleseuma (en) 74e · 11 Milford Keresoma 34e 67e · 10 Ihaia West · 9 Bryn Hall 69e · 8 Jordan Taufua · 7 Hugh Blake · 6 Jimmy Tupou (en) · 5 Nick Ross 66e · 4 Joe Latta (en) 52e · 3 Fraser Armstrong (en) 48e · 2 Nathan Harris 63e · 1 Ofa Tu'ungafasi 58e · Remplaçants · 16 Rhys Marshall (en) 63e · 17 Eric Sione 48e · 18 Tuki Raimona 66e · 19 Taniela Manu · 20 Jake Heenan (en) 52e · 21 Scott Eade (en) 69e · 22 Ambrose Curtis 67e · 23 Marnus Hanley 74e · Entraîneur · Rob Penney (en) |

### Classement final
1. Afrique du Sud -20
2. Nouvelle-Zélande -20 (T)
3. Pays de Galles -20
4. Argentine -20
5. Irlande -20
6. France -20
7. Angleterre -20
8. Australie -20
9. Écosse -20
10. Samoa -20
11. Fidji -20
12. Italie -20

L'Italie est dernière de la compétition et est reléguée en Trophée mondial à partir de l'édition 2013 (en).